# Altinho (ort)
Altinho är en ort i Brasilien.   Den ligger i kommunen Altinho och delstaten Pernambuco, i den östra delen av landet, 1 500 kilometer nordost om huvudstaden Brasília. Altinho ligger 458 meter över havet och antalet invånare är 11 913.
Terrängen runt Altinho är kuperad västerut, men österut är den platt. Närmaste större samhälle är Cupira, 18,5 kilometer sydost om Altinho.
Omgivningarna runt Altinho är huvudsakligen savann. Runt Altinho är det ganska tätbefolkat, med 54 invånare per kvadratkilometer.